# Fressines
Fressines une commune du Centre-Ouest de la France située dans le département des Deux-Sèvres, en région Nouvelle-Aquitaine.
Ses habitants se nomment les Fressinois et les Fressinoises.

## Géographie
L'altitude moyenne de Fressines est de 108 mètres environ. Sa superficie est de 9,61 km2. Sa latitude est de 46.322 degrés nord et sa longitude de 0.295 degrés ouest. Les villes et villages proches de Fressines sont : Aigonnay (79370) à 2,77 km, Mougon (79370) à 3,16 km, Thorigné (79370) à 4,78 km, La Crèche (79260) à 4,98 km, Vouillé (79230) à 5,65 km. 
(Les distances avec ces communes proches de Fressines sont calculées à vol d'oiseau.)

### Climat
Pour des articles plus généraux, voir Climat de la Nouvelle-Aquitaine et Climat des Deux-Sèvres.
Historiquement, la commune est exposée à un climat océanique du nord-ouest.  
En 2020, Météo-France publie une typologie des climats de la France métropolitaine dans laquelle la commune est exposée à un climat océanique et est dans la région climatique  Poitou-Charentes, caractérisée par un bon ensoleillement, particulièrement en été et des vents modérés.
Pour la période 1971-2000, la température annuelle moyenne est de 12,2 °C, avec une amplitude thermique annuelle de 15 °C. Le cumul annuel moyen de précipitations est de 976 mm, avec 11,7 jours de précipitations en janvier et 7,3 jours en juillet. Pour la période 1991-2020, la température moyenne annuelle observée sur la station météorologique la plus proche, située sur la commune de Celles-sur-Belle à 9 km à vol d'oiseau, est de 12,7 °C et le cumul annuel moyen de précipitations est de 901,7 mm,. Pour l'avenir, les paramètres climatiques de la commune estimés pour 2050 selon différents scénarios d’émission de gaz à effet de serre sont consultables sur un site dédié publié par Météo-France en novembre 2022.

## Urbanisme

### Typologie
Au 1er janvier 2024, Fressines est catégorisée commune rurale à habitat dispersé, selon la nouvelle grille communale de densité à sept niveaux définie par l'Insee en 2022.
Elle est située hors unité urbaine. Par ailleurs la commune fait partie de l'aire d'attraction de Niort, dont elle est une commune de la couronne,. Cette aire, qui regroupe 91 communes, est catégorisée dans les aires de 50 000 à moins de 200 000 habitants,.

### Occupation des sols
L'occupation des sols de la commune, telle qu'elle ressort de la base de données européenne d’occupation biophysique des sols Corine Land Cover (CLC), est marquée par l'importance des territoires agricoles (83,9 % en 2018), une proportion sensiblement équivalente à celle de 1990 (83,5 %). La répartition détaillée en 2018 est la suivante : 
terres arables (61,9 %), zones agricoles hétérogènes (17 %), zones urbanisées (16,1 %), prairies (5 %). L'évolution de l’occupation des sols de la commune et de ses infrastructures peut être observée sur les différentes représentations cartographiques du territoire : la carte de Cassini (XVIIIe siècle), la carte d'état-major (1820-1866) et les cartes ou photos aériennes de l'IGN pour la période actuelle (1950 à aujourd'hui).

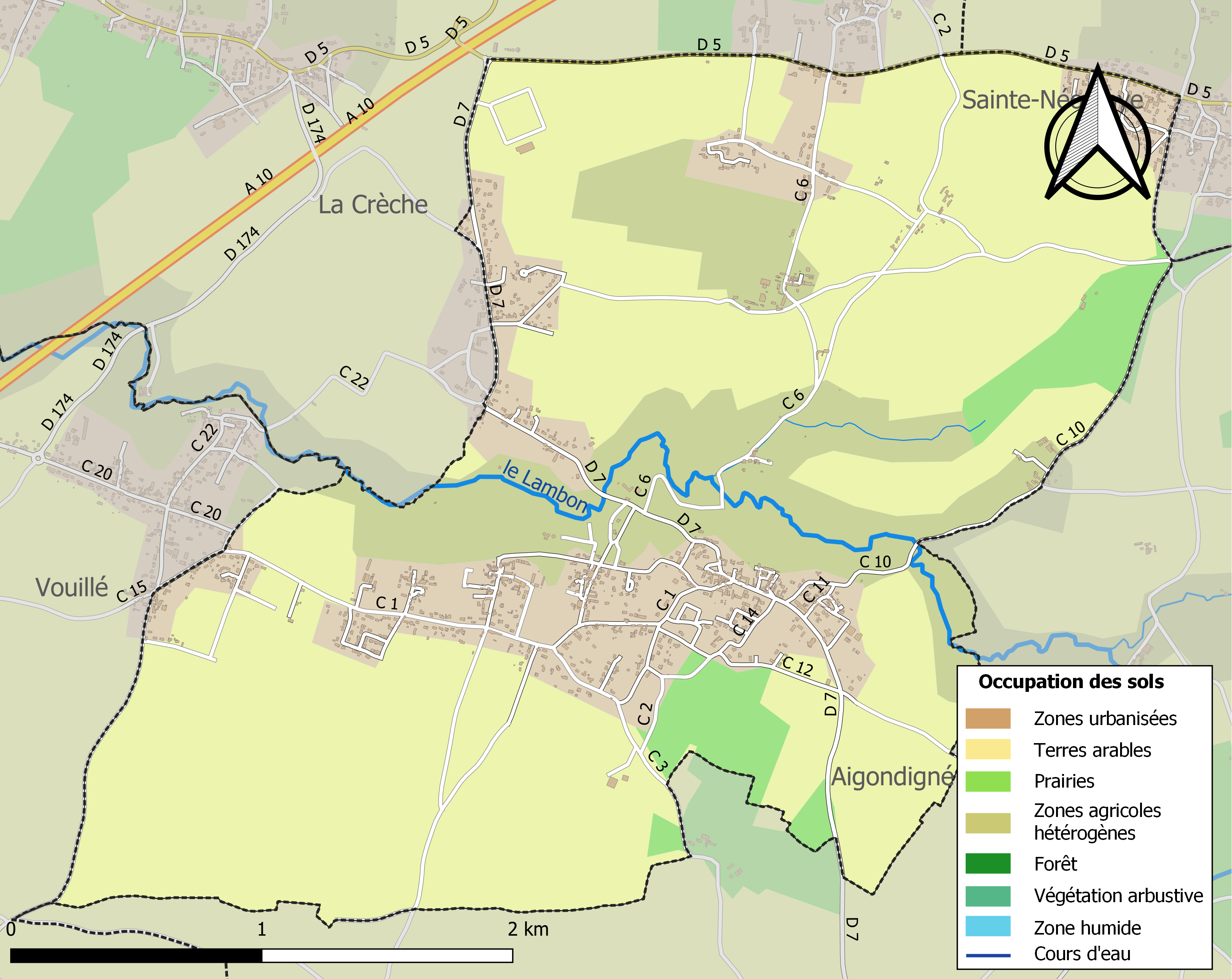
Carte des infrastructures et de l'occupation des sols de la commune en 2018 (CLC).

### Risques majeurs
Le territoire de la commune de Fressines est vulnérable à différents aléas naturels : météorologiques (tempête, orage, neige, grand froid, canicule ou sécheresse), inondations, mouvements de terrains et séisme (sismicité modérée). Un site publié par le BRGM permet d'évaluer simplement et rapidement les risques d'un bien localisé soit par son adresse soit par le numéro de sa parcelle.
Certaines parties du territoire communal sont susceptibles d’être affectées par le risque d’inondation par débordement de cours d'eau, notamment le Lambon. La commune a été reconnue en état de catastrophe naturelle au titre des dommages causés par les inondations et coulées de boue survenues en 1982, 1999, 2010 et 2015,.

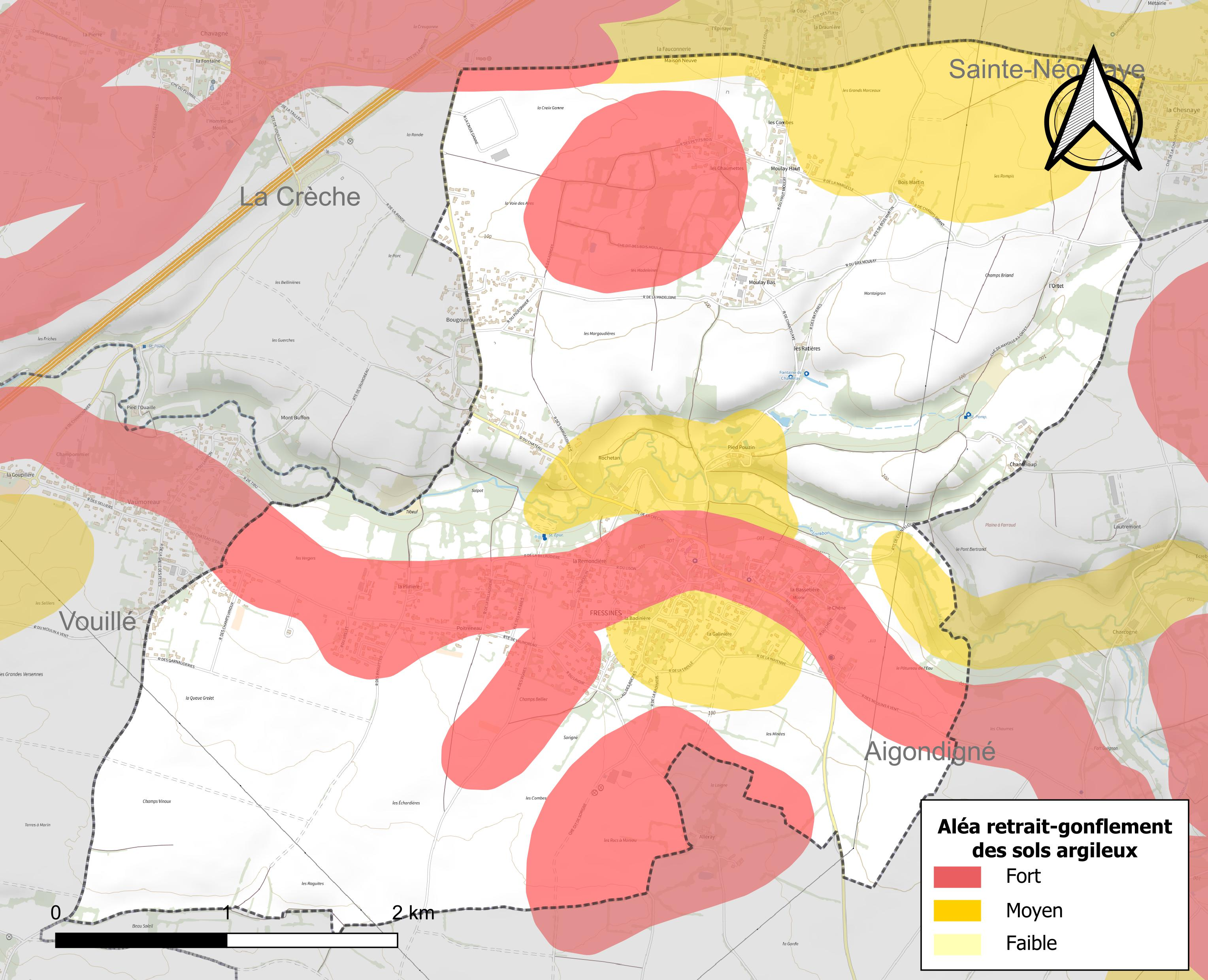
Carte des zones d'aléa retrait-gonflement des sols argileux de Fressines.

Les mouvements de terrains susceptibles de se produire sur la commune sont des tassements différentiels. Le retrait-gonflement des sols argileux est susceptible d'engendrer des dommages importants aux bâtiments en cas d’alternance de périodes de sécheresse et de pluie. 42,2 % de la superficie communale est en aléa moyen ou fort (54,9 % au niveau départemental et 48,5 % au niveau national). Depuis le 1er octobre 2020, en application de la loi ELAN, différentes contraintes s'imposent aux vendeurs, maîtres d'ouvrages ou constructeurs de biens situés dans une zone classée en aléa moyen ou fort,.
La commune a été reconnue en état de catastrophe naturelle au titre des dommages causés par la sécheresse en 2003 et par des mouvements de terrain en 1999 et 2010.

## Histoire

### XIXesiècle
En 1898, Marie Simon, âgée de 83 ans, demeurant au hameau de la Billaudière, est assassinée à son domicile. L'octogénaire a été étranglée dans son lit, son domicile fouillé. L'affaire suscite une grande émotion dans les Deux-Sèvres, les journaux s'indignant de la violence du crime et du peu de résultats des enquêteurs. Pendant plusieurs semaines, les hommes de loi perquisitionnent et interrogent dans le village. Henri Pommier, un domestique de ferme de 20 ans, est suspecté mais reste introuvable. Malgré des dizaines de signalements dans la France entière, Henri Pommier ne sera jamais repris. En 1904, la cour d’assises des Deux-Sèvres le condamne à la peine de mort pour assassinat et vol.

## Politique et administration
| Période   | Période       | Identité        | Étiquette | Qualité |
| --------- | ------------- | --------------- | --------- | ------- |
| mars 2001 | réélu en 2008 | Christian Nivau |           |         |

## Population et société

### Démographie
À partir du XXIe siècle, les recensements réels des communes de moins de 10 000 habitants ont lieu tous les cinq ans. Pour Fressines, cela correspond à 2008, 2013, 2018, etc. Les autres dates de « recensements » (2006, 2009, etc.) sont des estimations légales.
| 1793 | 1800 | 1806 | 1821 | 1831 | 1836 | 1841 | 1846 | 1851 |
| ---- | ---- | ---- | ---- | ---- | ---- | ---- | ---- | ---- |
| 709  | 717  | 700  | 736  | 793  | 847  | 877  | 920  | 890  |

| 1856 | 1861 | 1866 | 1872 | 1876 | 1881 | 1886 | 1891 | 1896 |
| ---- | ---- | ---- | ---- | ---- | ---- | ---- | ---- | ---- |
| 902  | 870  | 877  | 877  | 891  | 935  | 855  | 896  | 822  |

| 1901 | 1906 | 1911 | 1921 | 1926 | 1931 | 1936 | 1946 | 1954 |
| ---- | ---- | ---- | ---- | ---- | ---- | ---- | ---- | ---- |
| 781  | 757  | 762  | 681  | 593  | 601  | 598  | 559  | 554  |

| 1962 | 1968 | 1975 | 1982 | 1990 | 1999  | 2006  | 2008  | 2013  |
| ---- | ---- | ---- | ---- | ---- | ----- | ----- | ----- | ----- |
| 567  | 557  | 513  | 803  | 993  | 1 079 | 1 226 | 1 268 | 1 596 |

| 2018  | 2022  | - | - | - | - | - | - | - |
| ----- | ----- | - | - | - | - | - | - | - |
| 1 687 | 1 769 | - | - | - | - | - | - | - |

La population de Fressines était de 1 079 au recensement de 1999, 1 226 en 2006, 1 247 en 2007 et 1 305 en 2009. La densité de population du village est de 135.80 habitants par km².
Le nombre de logements sur la commune a été estimé à 502 en 2007. Ces logements se composent de 466 résidences principales, 9 résidences secondaires ou occasionnels ainsi que 27 logements vacants

## Culture locale et patrimoine

### Lieux et monuments
- Église Saint-Martin de Fressines.

### Personnalités liées à la commune
- Pierre Moinot (1920-2007), haut fonctionnaire, écrivain, membre de l’Académie française, est né à Fressines.
- Mael Marqueteau (1978- ) alias Onizuka, slameur/rappeur, cofondateur de la Ligue Slam de France, est né à Fressines.